# Vilém z Roggendorfu
Vilém z Roggendorfu (německy Wilhelm Freiherr von Roggendorf; 1481 Šamorín – 25. srpna 1541) byl rakouský šlechtic z rodu Roggendorfů, vojenský velitel a císařský hofmistr.

## Život
Byl synem Kašpara z Roggendorfu a příslušníkem starobylého šlechtického rodu Roggendorfů ze Štýrska, který měl od poloviny 15. století panství v Dolních Rakousích.
Vilém z Roggendorfu sloužil Habsburkům od roku 1491. V letech 1517 až 1520 byl místodržitelem Fríska a v druhé polovině 20. let 16. století hofmistrem Ferdinanda I., císaře Svaté říše římské. V zimě let 1523–1524 byl velitelem německé pěchoty ve španělské armádě, která vpadla na sever Navarrského království a do Béarnu. Později se podílel na znovudobytí pevnostního města Hondarribia, které o tři roky dříve dobyl francouzský admirál Bonnivet. Během obléhání Vídně Turky v roce 1529 sloužil jako velitel těžké jízdy pod velením svého švagra, hraběte Mikuláše ze Salmu (1459–1530). V následujících letech hrál vlivnou roli na rakouském dvoře jako nejvyšší hofmistr (německy Obersthofmeister). V roce 1539 rezignoval, ale vrátil se jako velitel během rakouského obléhání Budína, které skončilo katastrofou. Roggendorf byl během bitvy zraněn a o dva dny později na svá zranění zemřel.